# Iole
Iole là một chi chim trong họ Pycnonotidae.